# 1-Butyl-3-methylimidazoliumchlorid
1-Butyl-3-methylimidazoliumchlorid ist eine ionische Flüssigkeit (auch: ionic liquid oder Flüssigsalz), also ein Salz, dessen Schmelzpunkt unter 100 °C liegt. 

## Gewinnung und Darstellung
Die Darstellung kann durch Reaktion von 1-Methylimidazol mit Butylchlorid bei 70 °C erfolgen.

## Eigenschaften
1-Butyl-3-methylimidazoliumchlorid ist polymorph. Es existiert in zwei Kristallstrukturen, einer orthorhombischen und einer monoklinen. Die orthorhombischen Kristalle können durch Abkühlen des geschmolzenen Salzes gewonnen werden, während die monokline Form durch Abkühlen der orthorhombischen Form über Trockeneis, durch Kristallisation aus anderen ionischen Flüssigkeiten oder aus Klathraten erhalten werden kann.

## Verwendung
1-Butyl-3-methylimidazoliumchlorid dient als Ausgangssubstanz für viele andere ionische Flüssigkeiten, die das 1-Butyl-3-methylimidazolium-Kation tragen. Es kann zur extraktiven Entschwefelung, zum Lösen von Cellulose sowie in der Methanolyse von Polycarbonaten genutzt werden.  